# Kobylanka (województwo podlaskie)
Kobylanka – wieś w Polsce, położona w województwie podlaskim, w powiecie białostockim, w gminie Michałowo.
Wieś jest siedzibą sołectwa Kobylanka.
W latach 1975–1998 miejscowość administracyjnie należała do województwa białostockiego.
Wierni kościoła rzymskokatolickiego należą do parafii Opatrzności Bożej w Michałowie.

## Integralne części wsi
| SIMC     | Nazwa     | Rodzaj  |
| -------- | --------- | ------- |
| (0034370 | Rochental | kolonia |

## Historia
Według Pierwszego Powszechnego Spisu Ludności w 1921 r. wieś Kobylanka liczyła 23 domy, które zamieszkiwały 122 osoby (50 kobiet i 72 mężczyzn). Większość mieszkańców miejscowości zadeklarowała wyznanie prawosławne (67 osób), pozostali natomiast zgłosili wyznanie rzymskokatolickie (55 osób). Podział religijny mieszkańców Kobylanki pokrywał się z ich strukturą narodowo-etniczną, gdyż 67 mieszkańców podało białoruską przynależność narodową, a pozostałych 55 polską.

## Urodzeni w Kobylance
- Mikołaj Hajduk – polski dziennikarz i poeta pochodzenia białoruskiego.